# Добромильский замок
Добро́мильский замок (укр. Добро́мильський за́мок) или замок Гербуртов находится на вершине поросшей лесом крутой и высокой Слепой горы (556 м над уровнем моря), что в 4 км на северо-востоке от города Добромиль (укр. Добромиль) Львовской области.
Первый деревянный замок был построен на этом месте в 1450 году Николаем Гербуртом и сожжен татарами в 1497 году. Строительство каменного замка начал Станислав Гербурт в 1566 году сразу после предоставления польским королём Сигизмундом Августом городу Добромиль магдебургского права, а завершил в начале XVII века Ян Щасный Гербурт.
В 1622 году замок перешел в собственность Конецпольских. После раздела Польши замок был разобран по приказу австрийского правительства.
До нашего времени сохранилась восьмигранная въездная башня, фрагменты стен толщиной 2 м, фундаменты трех остальных башен и ров.

## Галерея

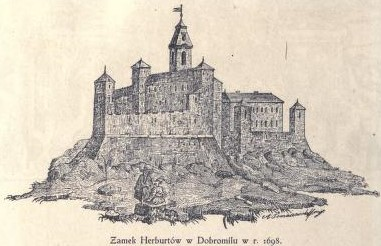
Добромильский замок, 1698
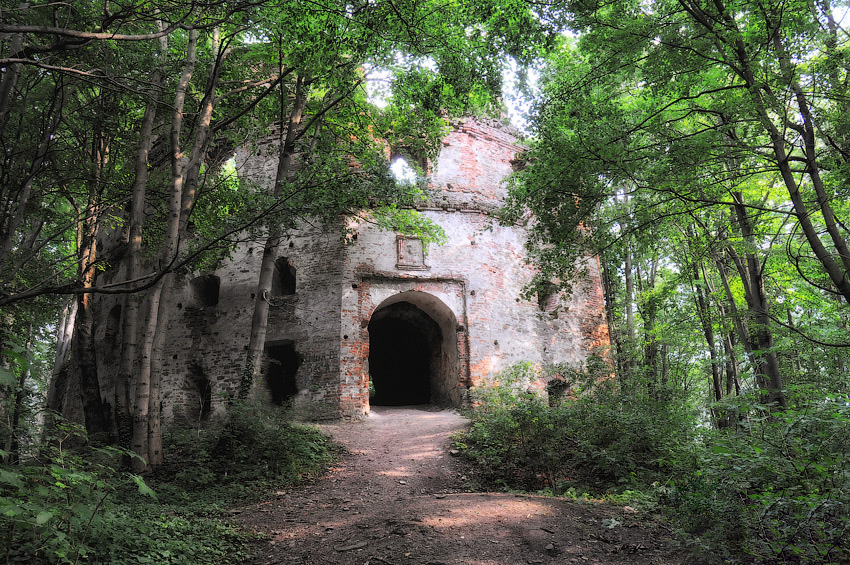
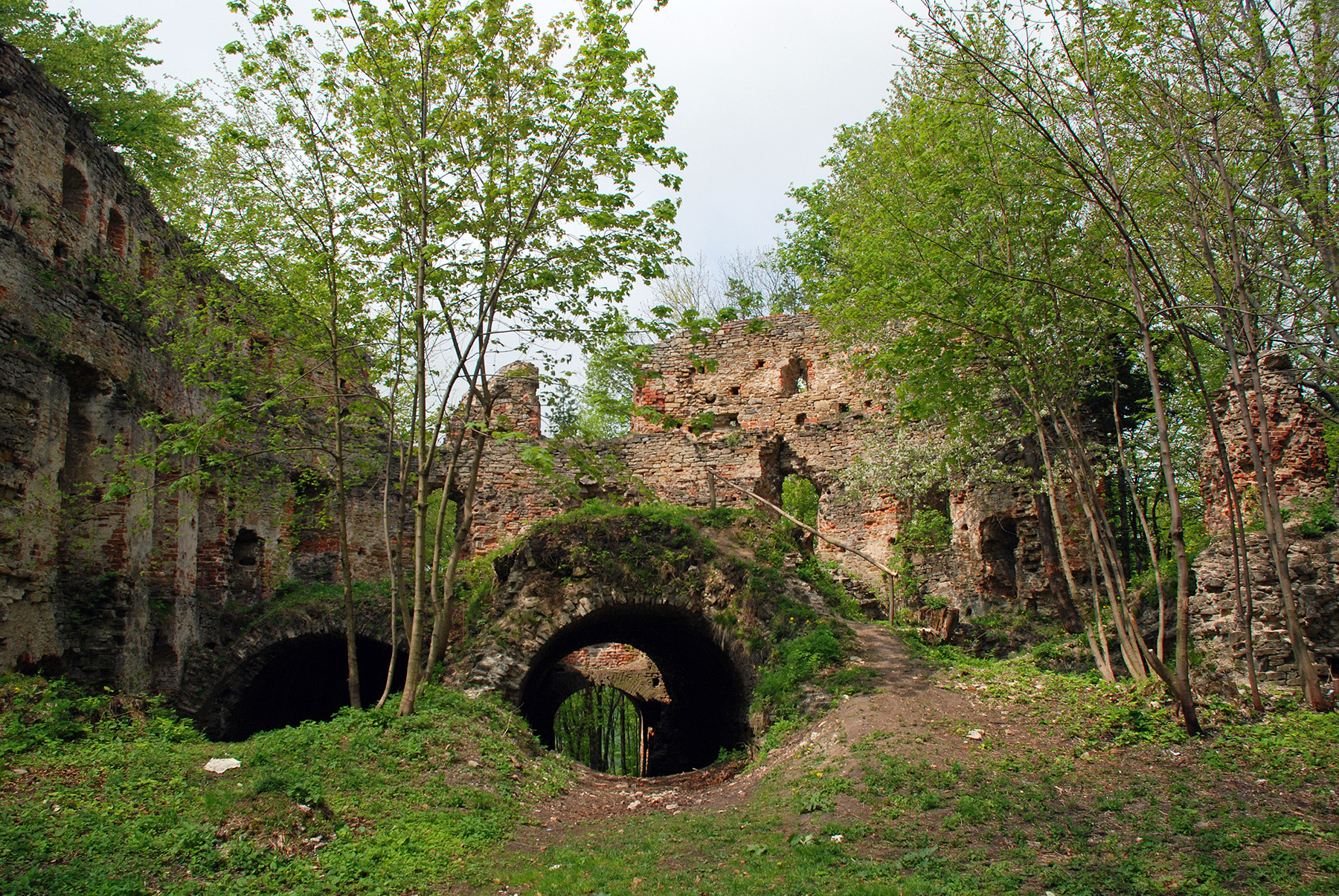